# Rheum palmatum
Rheum palmatum, ruibarbre turc, ruibarbre xinès o arrel de ruibarbre (en la medicina tradicional xinesa, da-huang), és una planta medicinal molt valorada.

## Descripció

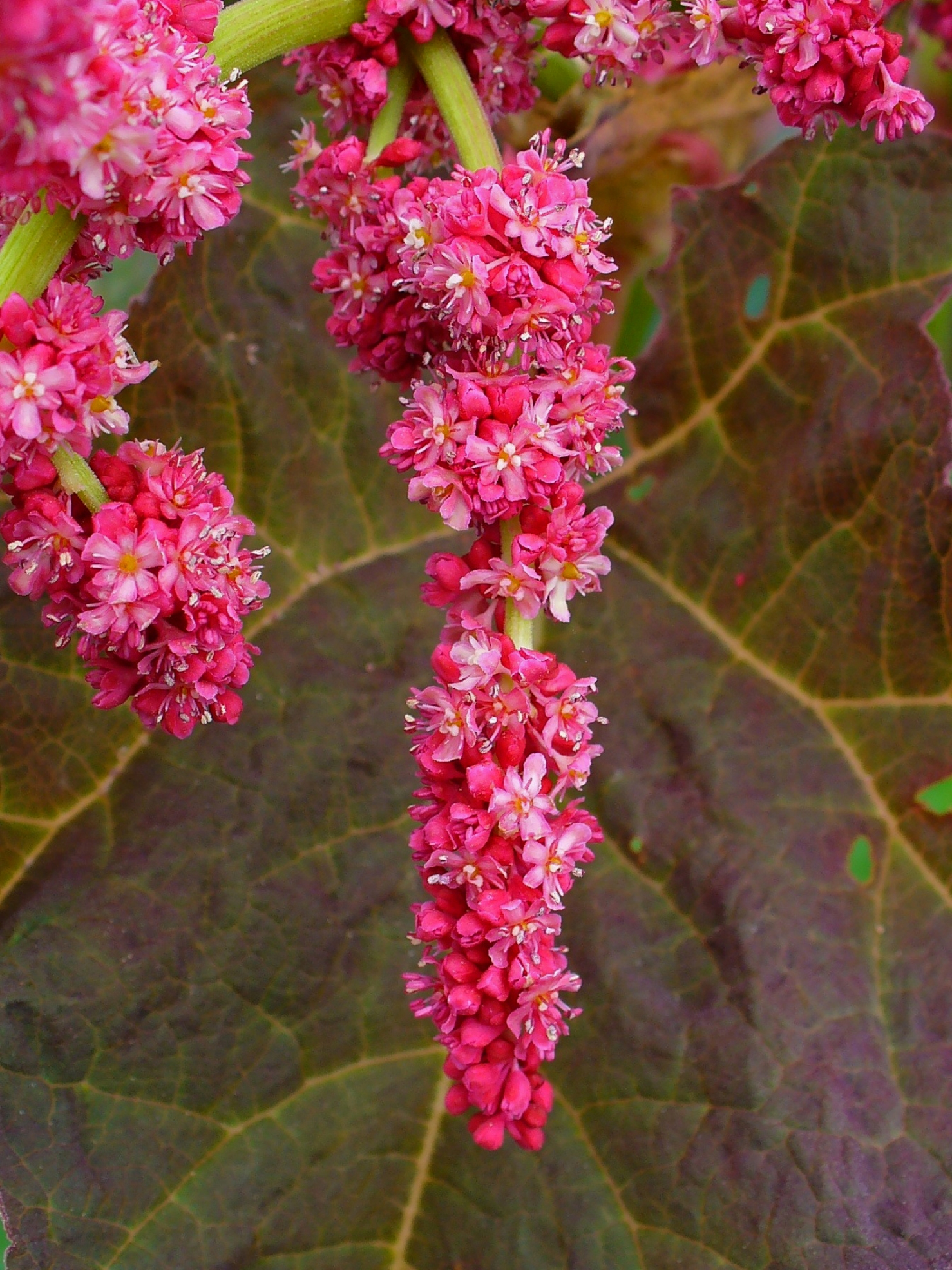
Rheum palmatum.

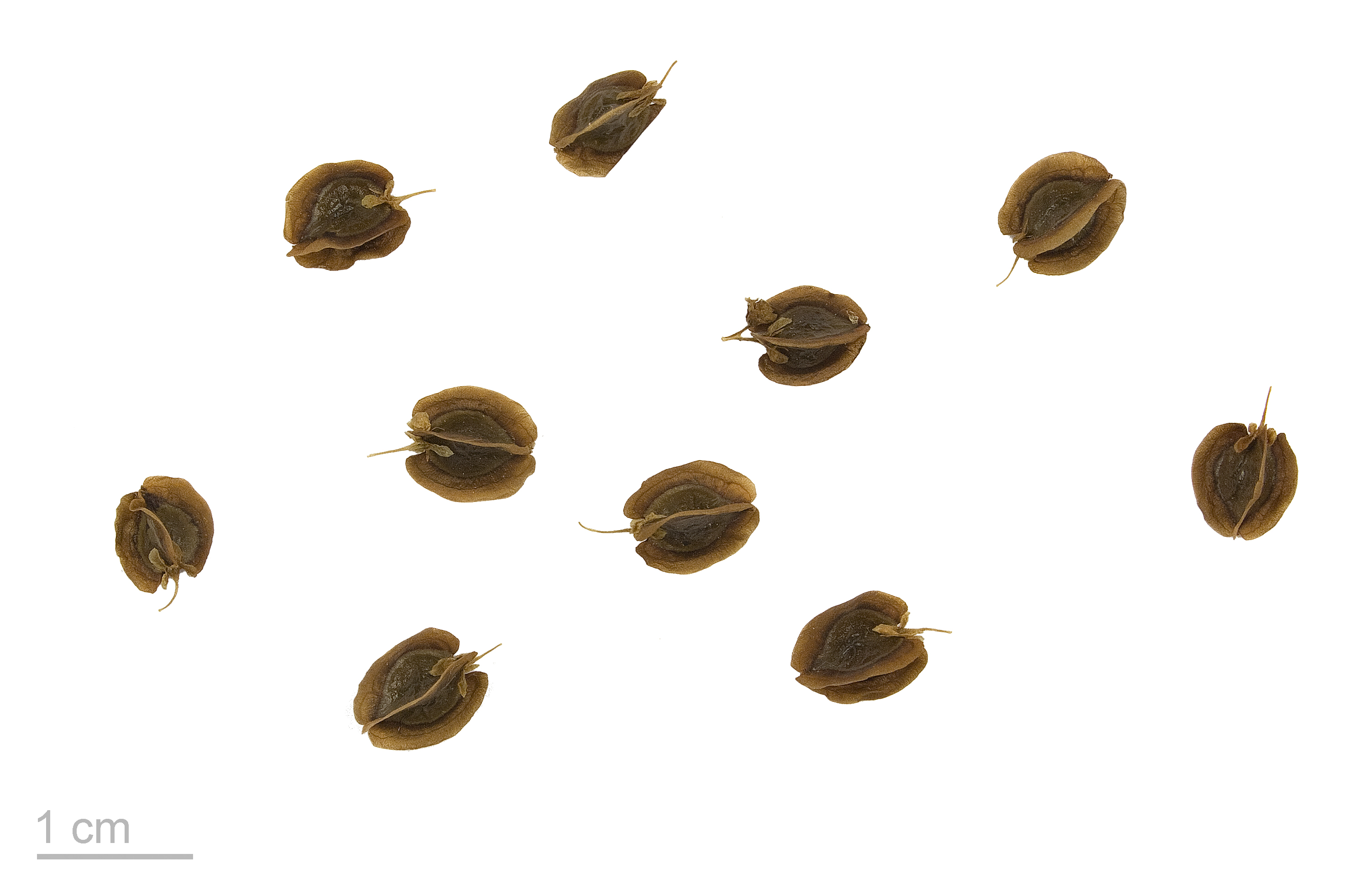
Rheum palmatum

Les espècies ““R. tanguticum”” i ““R. officinale,”” estan estretament relacionades amb ““Rheum palmatum”” i reben el mateix nom en xinès.

## Hàbitat, cultiu i preparació
Encara que originària de les regions de la Xina occidental, nord del Tibet, i l'altiplà de Mongòlia, es fa servir molt en altres parts del món. Es pot cultivar en diversos tipus de clima sempre que el sòl tingui bon drenatge. Com a medicinal es fa servir el rizoma i aquest triga uns 6 anys a tenir la mida adequada.

## Usos medicinals

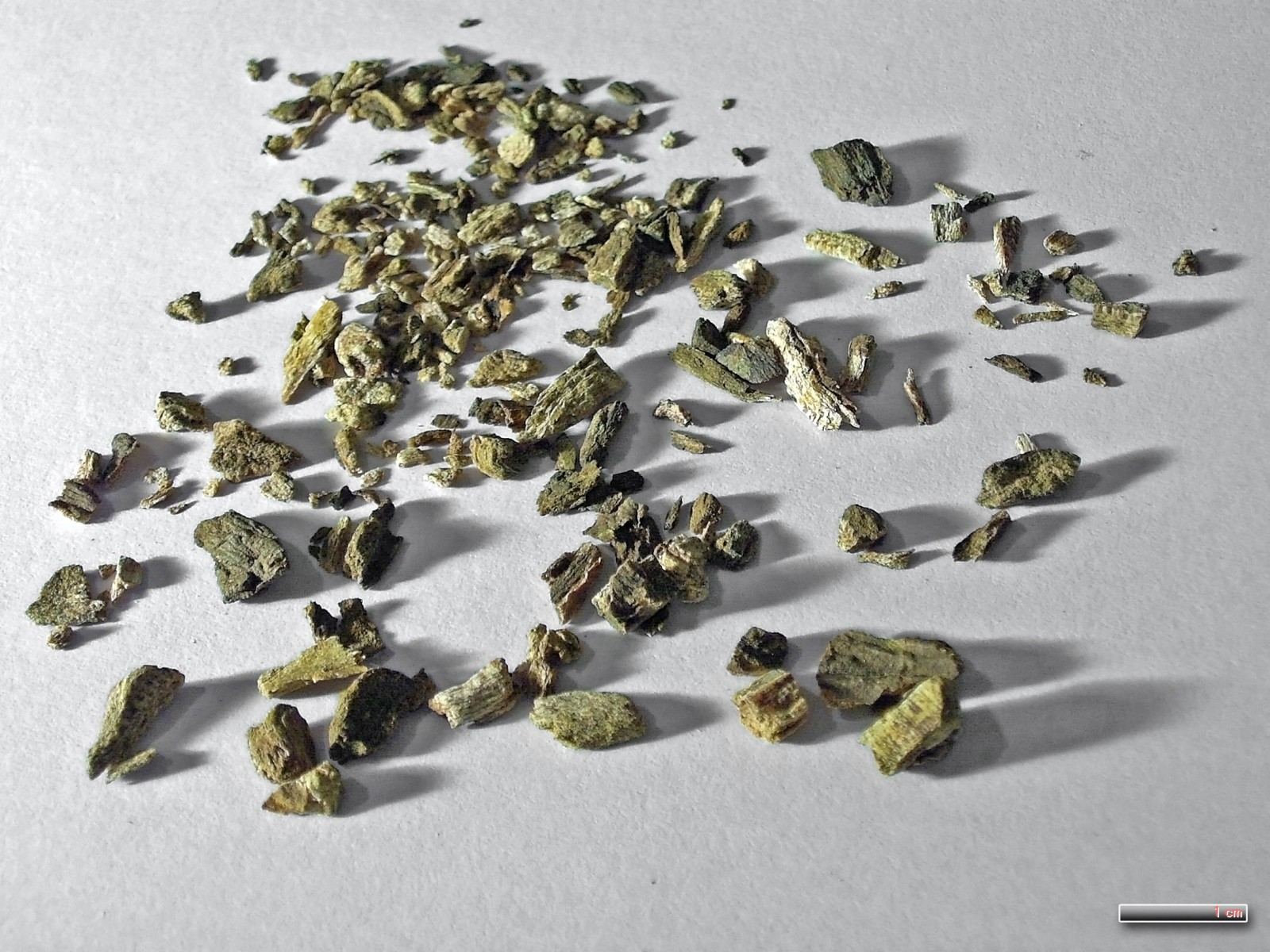
Tallat i assecat del ruibarbre xinès

Tradicionalment s'ha utilitzat com a laxant i segons la dosi contra la diarrea i disenteria. També per fer abaixar la febre la inflamació, aturar les hemorràgies i com antibacterià.

### Composició

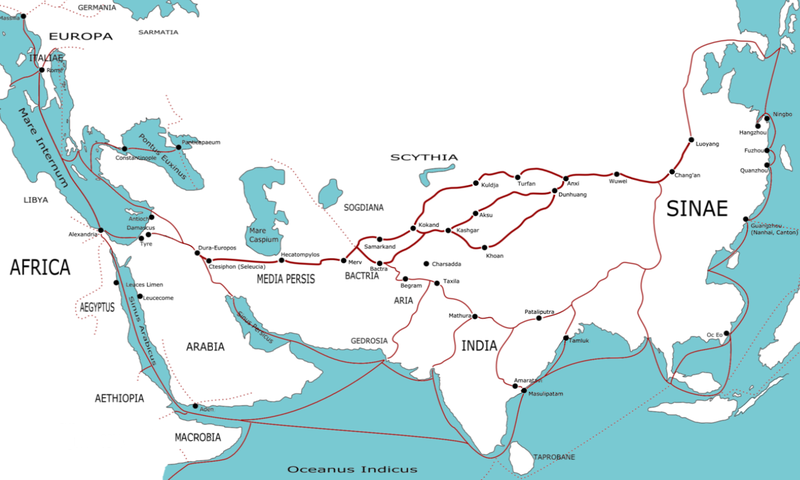
Ruta de la seda

- Antraquinones (about 3-5%), rheina, aloe-emodina[2]
- Flavonoides (catequina)[2]
- Àcids fenòlics[2]
- Tanins (5-10%)[2]
- Oxalat de calci[2]

### Precaució
Les fulles del ruibarbre xinès tenen molt àcid oxàlic el qual, consumit en grans quantitats, és perillós per la salut. Les embarassades han d'evitar el consum del ruibarbre xinès, ja que causa estimulació uterina.